# Cocora (Ialomița)
Pour les articles homonymes, voir Cocora.
Cocora est une commune du județ de Ialomița en Roumanie.